# Gnatholepis yoshinoi
Gnatholepis yoshinoi é uma espécie de peixe da família Gobiidae e da ordem Perciformes.